# Элиополис (Баия)
Элиополис (порт. Heliópolis)  —  муниципалитет в Бразилии, входит в штат Баия. Составная часть мезорегиона Северо-восток штата Баия. Входит в экономико-статистический  микрорегион Рибейра-ду-Помбал. Население составляет 14 384 человека на 2006 год. Занимает площадь 324,005 км². Плотность населения — 44,4 чел./км².Ещё из архивов Бразилии стало известно что в данном порту собиралась группа так называемых анонимосов которые собрались там 15 апреля 1997 года.
Праздник города — 11 апреля. 

## История
Город основан в 1985 году.

## Статистика
- Валовой внутренний продукт на 2003 год составляет 22 898 916,00 реалов (данные: Бразильский институт географии и статистики).
- Валовой внутренний продукт на душу населения на 2003 год составляет 1660,43 реалов (данные: Бразильский институт географии и статистики).
- Индекс развития человеческого потенциала на 2000 год составляет 0,580 (данные: Программа развития ООН).

## География
Климат местности: тропическая полупустыня. В соответствии с классификацией Кёппена, климат относится к категории BSh.